# Summa (Zeitschrift)
Summa war eine zwischen 1917 und 1918 vierteljährlich erschienene Zeitschrift im Verlag Jakob Hegner aus Hellerau bei Dresden unter dem Wiener Herausgeber Franz Blei (1871–1942).
Die Zeitschrift enthielt Aufsätze und Nachdrucke berühmter Texte aus Philosophie, Theologie und Staatswissenschaft mit katholischer Grundierung. Autoren der Zeitschrift waren neben dem Herausgeber Paul Adler, Ernst Bloch, Robert Musil, Max Scheler, Konrad Weiß, Carl Schmitt (Recht und Macht (Eröffnungsbeitrag), Die Buribunken, Sichtbarkeit der Kirche), Otto Kaus und andere.
Die Zeitschrift ist ein Beispiel für die Position des sich neu strukturierenden Katholizismus unter dem Einfluss des französischen renouveau catholique.
Es erschienen nur vier Ausgaben der Zeitschrift, da der Verleger Hegner die Zusammenarbeit aufkündigte. Eine Fortführung der Summa in einem anderen Verlag wurde nicht realisiert.